# Jonathan Sacerdoti
Jonathan Sacerdoti, né en 1980 à Camden, dans le Grand Londres est un présentateur, journaliste et producteur de télévision britannique. Il couvre les sujets liés au Royaume-Uni et à l'Europe, les questions du terrorisme, de l'extrémisme et du  racisme. Il livre des analyses sur la situation au Moyen-Orient et sur la famille royale britannique. Il est également un militant contre l'antisémitisme .

## Jeunesse et éducation
Né en 1980, il est le fils de Cesare Sacerdoti un survivant de la Shoah et de son épouse Judith Margulies. Son grand-père était un rabbin italien.
Ayant étudié au Balliol College, il est diplômé de langue et littérature anglaises de l'université d'Oxford[source insuffisante].

## Carrière

### Le chroniqueur de radio et de télévision
Sacerdoti apparaît comme journaliste ou analyste expert sur les chaînes de télévision internationales, notamment Sky News, BBC News, ITV News, Channel 4 News, Fox News, Al Jazeera English, NDTV et France 24 . En 2013, il devient le correspondant au Royaume-Uni pour i24news et en 2020, il est apparu comme correspondant régulier au Royaume-Uni sur le réseau d'informations financières Cheddar News . En 2022, il a commencé à couvrir la famille royale britannique sur Fox News et a également enregistré le documentaire Fox « Qui est le roi Charles III ? »  Aux États-Unis, il est un commentateur invité régulier sur E! Daily Pop de Channel en tant qu'expert britannique. Il apparaît également régulièrement en tant que co-animateur et invité dans les podcasts de la publication américaine Us Weekly .
En tant qu'artiste vocal il est le narrateur d'un livre audio en anglais du Coran en 2019.

### Journalisme écrit
Il signe son premier article dans un journal national, le Daily Telegraph, à l'âge de 17 ans. Il est un rédacteur régulier de divers journaux, notamment le Daily Express et The Spectator. Il est correspondant spécial pour le journal londonien Jewish Chronicle où il publie enquêtes, sujets personnels et grands reportages.
En 2020, Sacerdoti fait partie d'un consortium de personnalités du monde des affaires et des médias, se portant acquéreur The Jewish Chronicle : fondé en 1841, le plus ancien journal juif au monde à avoir paru sans interruption. Le journal avait annoncé son intention de demander à ses créanciers la liquidation volontaire, mais 54 journalistes et employés avaient été informés qu'ils seraient licenciés et cette issue avait pu être évitée grâce à l'acquisition du journal par le consortium.

### Production télévisuelle
Sacerdoti a travaillé comme producteur de télévision sur le programme d'information du matin de Channel 4 RI:SE  et sur le programme de discussion d'information de Channel 5 The Wright Stuff . Il a également travaillé comme producteur de développement sur des programmes de divertissement et factuels pour diverses sociétés de production, dont Endemol, où son format original « My Childhood » a été commandé par la BBC et a remporté le prix du meilleur programme factuel de la BAFTA Scotland en 2006. Lorsqu'il était chez Endemol, il a travaillé sur le développement de la version britannique de Deal or No Deal . Entre 2005 et 2006, il a travaillé chez ITV, puis chez Shine TV jusqu'en 2007. Il a également créé son propre cabinet de communication et de design, Sacerdoti Creative Consultancy.

## Bénévolat et campagnes
Il a été l'un des administrateurs fondateurs de l'association caritative Campaign Against Antisemitism et son directeur des communications jusqu'en août 2016 ,.
Il est également administrateur de la branche britannique du Centre Simon Wiesenthal.
Enfin, Il fait partie du conseil du Montefiore Endowment, un organisme de bienfaisance qui administre la dotation du philanthrope britannique du XIXe siècle , Sir Moses Montefiore. Il a également représenté la Congrégation des Juifs espagnols et portugais au Conseil des députés des Juifs britanniques et a été membre de sa division internationale.

## Antiracisme
En tant que journaliste et militant, Sacerdoti a fait de nombreuses déclarations publiques très médiatisées sur l'antisémitisme et d'autres formes de racisme, ainsi que sur l'Holocauste,,. Il a parlé de la persécution raciale que son père a subie lorsqu'il était enfant en vertu des lois raciales italiennes et a écrit sur les membres de l'Église catholique florentine qui ont caché et sauvé son père lorsqu'il était enfant pendant la Shoah,,. Pour lui le véritable antiracisme exige que les individus agissent équitablement pour se protéger les uns les autres, en prenant l'exemple des prêtres et des religieuses catholiques qui ont sauvé la vie de son père : « Face à la question de savoir quel est notre devoir en tant que citoyens du monde, chacun d'entre nous peut choisir de faire une différence, tout comme ils l'ont fait. »
Il critique l'utilisation des acronymes BAME et BIPOC parce qu'ils excluent les groupes juifs, tsiganes, roms et gens du voyage d'origine irlandaise et parce qu'ils créent une « opacité linguistique ».
Il a également critiqué les commentaires de Whoopi Goldberg sur The View lorsqu'elle a déclaré que l'Holocauste n'était pas une question de race, qualifiant ses commentaires de « non-sens absolu » et de « scandaleux ». Il a remis en question les affirmations de Goldberg selon lesquelles elle était juive et s'est opposé à son utilisation d'un nom de scène juif, ainsi qu'à son écriture de blagues racistes anti-noires pour qu'un comédien blanc les prononce en blackface. Sacerdoti a également critiqué le racisme antijuif de l'auteur pour enfants Roald Dahl, suggérant que ses « attitudes antisémites étaient, et restent probablement, répandues dans certaines parties de la société britannique ».
Il a également beaucoup écrit sur l'Antisémitisme dans les émissions de télévision en langue arabe,, ainsi que sur les interactions positives entre Juifs et Arabes au Moyen-Orient,.

## Conférences
Sacerdoti prend  la parole en tant qu'orateur principal et panéliste lors de conférences internationales organisées par l'Université de Harvard, l'Université nationale Chengchi de Taiwan, l' Université américaine de Dubaï et l'Université Keio de Tokyo. Il a donné des conférences sur la nature du terrorisme en Europe. Il a débattu à l'Oxford Union Society et à la Cambridge Union.

## BBC News
Sacerdoti est un collaborateur régulier des programmes d'information de la BBC, notamment dans l'émission mw5w Today de BBC Radio 4 et dans  The Moral Maze,. Il est un intervenant régulier de l'émission Dateline London de la BBC World News,.

## Récompenses
- 2001, prix OxTALENT de l'Université d'Oxford pour l'informatique et la littérature[15]

- 2010, i« Prix Herzl » de l'Organisation sioniste mondiale[21]